# Jérémie Eloy
Jérémie Eloy est un réalisateur et kitesurfeur professionnel français, né le 3 octobre 1978 à Lille.

## Carrière
De 2002 à 2009, il participe aux épreuves du championnat du monde PKRA, Puis le championnat du monde de vague en 2011-2012
Il termine 1er de la coupe du monde au cap d'agde en 2003, 1er best trick Mondial du vent Leucate 2006, 3e de l'international air challenge 2006, 5e coupe du monde PKRA : Canaries, Venezuela, Belgique et 5e mondial en vague en 2008.
Il réalise de nombreux reportages sur le kitesurf dans les vagues dans des contrées inexplorées tel que l'ile de Pâques, la Tasmanie, le Mozambique, Tahiti, Hawaï, Japon, Rodrigues, Mexique, Islande... publié dans la presse française (Paris Match, VSD...) et international (Japon, Usa, Europe) avec notamment plus d'une quinzaine de couverture dans la presse spécialisée. Il crée sa propre Websérie intitulé Make my Day, film mixant le voyage, l'aventure, les rencontres et le sport. Le film Make my day Namibie a été primé meilleur film de l'année 2013 par le magazine iktesurfmag
En 2006, il est le premier kitesurfeur à surfer Teahupoo, vague tahitienne réputée dans le monde du surf.
Il collabore comme kitesurfeur aux émissions Ushuaia Nature (Bahamas 2008, Islande 2009, Afrique du Sud 2010) en compagnie de Nicolas Hulot.
Il est notamment l'invité de Nicolas Hulot dans l'émission Vivement dimanche, de Michel Drucker, diffusé sur France 2 le 27 septembre 2009.

Après sa carrière sportive, il s'est reconverti dans la réalisation de film et crée la société Wanaii Films.
En 2015, le film "Mont saint Michel redevenu île" a été primé : 
Au festival de drone de Cabourg : Grand prix du court métrage.
Au festival de drone de Nantes: prix architecture, sélectionné au festival de drone de New York.
Une photo du tournage termine deuxième au concours National géographic monde. 
Il réalise des films dans le secteur de la course au large : 
la production d'une websérie sur 3 ans lors de la campagne pour le record du tour du monde "Trophée Jules Verne" de Francis Joyon/IDEC.
Il est embarqué pendant 31 jours comme media man à bord du Trimaran Macif avec François Gabart et Gwénolé Gahinet sur la course Brest Atlantiques 
Il participe à des documentaires diffusés au cinéma ou télévision.
Gabart, quand gagner ne suffit plus : Canal+
Les rêves de meurent jamais : CGR
Les nouveaux explorateurs avec Jérôme Delafosse, en Inde et Indonésie Canal+
Le labyrinthe de l'Archange : ARTE,
700 requins dans la Nuit, de Laurent Ballesta et Luc Marescot ARTE,
La montagne d'or, Guyane avec Christine Oberdorff pour Ushuaia TV,
les déchets de l'infortune, Népal, avec Christine Oberdorff primé aux Deauville green awards,
Les enfants du vide, Fukushima, Japon avec Christine Oberdorff pour Ushuaia TV,
Les messagers de la terre, tournage chez les Khogis en Colombie, avec Jerome Delafosse, pour Canal+